# Gare de Fossano
La gare de Fossano est une gare ferroviaire italienne de la ligne de Turin à Fossano et à Savone, située sur le territoire de la commune de Fossano, dans la province de Coni en Piémont.

## Situation ferroviaire
Établie à 359 mètres d'altitude, la gare de bifurcation de Fossano est située au point kilométrique (PK) 50,541 de la ligne de Turin à Fossano et à Savone, entre les gares ouvertes de Savillan (it) et de Trinità-Bene Vagienna (it).
Elle est également l'origine, au PK 50,541 de la ligne de Fossano à Coni, avant la gare ouverte de Centallo. S'intercale la gare fermée de Maddalene.